# Sciaenochromis fryeri
Sciaenochromis fryeri, comunemente noto come ciclide blu elettrico, è una specie di pesci d'acqua dolce appartenente alla grande famiglia Cichlidae, endemica del Lago Malawi. Il nome specifico, fryeri, rende omaggio a Geoffrey Fryer (nato nel 1927), un funzionario per la ricerca nel settore della pesca, alla Joint Fisheries Research Organisation, della Rhodesia settentrionale e del Nyasaland.

## Descrizione

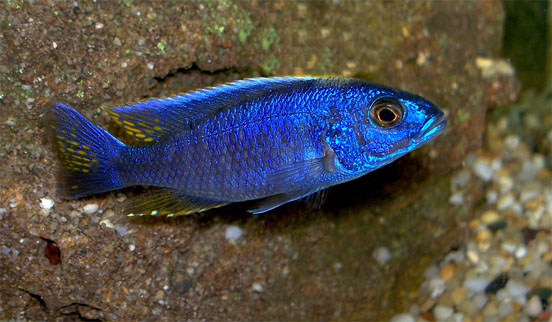
Un esemplare maschio

Può raggiungere una lunghezza di 11,5 centimetri (4,5 pollici ). Questa specie presenta un corpo allungato, compresso ai fianchi, con profili dorsale e ventrale poco pronunciati. Bocca e occhi sono grandi, la pinna dorsale è alta, retta inizialmente da grossi raggi, poi si allunga e arrotonda. La pinna anale è ovaloide, allungata, le ventrali sono triangolari, la caudale a delta, con bilobatura appena accentuata. La livrea maschile è estremamente vivace: tutto il corpo è azzurro elettrico, con riflessi blu metallici, e 8-9 fasce verticali blu, non sempre visibili, lungo i fianchi. La pinna dorsale e la caudale sono blu-azzurre, a volte orlate di giallo arancio, con piccole macchie tondeggianti gialle nella parte terminale. La pinna anale è giallo-azzurra, con le stesse macchie gialle delle altre pinne. Ventrali e pettorali sono azzurro-trasparenti. La femmina invece presenta una colorazione di fondo grigio azzurra con riflessi violacei e azzurri, anche lei con fasce verticali più scure. Le pinne sono grigio-azzurre, a volte orlate o macchiate di giallo-arancio.

## Distribuzione e habitat
Questa specie è endemismo del Lago Malawi, in Africa, dove abita le rive ed i fondali rocciosi, a profondità comprese tra i 10 e i 40 metri (da 33 ai 131 piedi).

## Biologia

### Riproduzione
Il maschio scava un avvallamento sul fondo, dove la femmina provvede a deporre poche uova alla volta, subito fecondate dal maschio. Terminata la deposizione, la femmina incuba le uova in bocca fino alla schiusa. Non vi sono cure parentali dopo la schiusa.

### Alimentazione
S. fryeri si nutre di piccoli pesci e avannotti che caccia tra gli anfratti rocciosi del suo habitat.

## Acquariofilia
S. fryeri è molto apprezzata e frequentemente allevata dagli appassionati di Mbuna.